# Lúcio Pompeu Vopisco
Lúcio Pompeu Vopisco (em latim: Lucius Pompeius Vopiscus) foi um senador romano da gente Pompeia nomeado cônsul sufecto em 69 com Lúcio Vergínio Rufo. Oriundo de Viena. Os dois foram nomeados pelo imperador Otão para os meses de março e abril de 69. Pompeu era amigo do imperador, mas, segundo Tácito, "dizia-se que isto [o consulado] aconteceu em homenagem a Viena".
É possível que Lúcio Pompeu Vopisco Caio Arrúncio Catélio Céler, cônsul sufecto em 77, seja seu filho adotivo.